# Pereiro (kommun)
Pereiro är en kommun i Brasilien.   Den ligger i delstaten Ceará, i den östra delen av landet, 1 500 km nordost om huvudstaden Brasília. Antalet invånare är 15 764.
Omgivningarna runt Pereiro är huvudsakligen savann. Runt Pereiro är det ganska glesbefolkat, med 36 invånare per kvadratkilometer.